# Unter Stellerhöhe
Unter Stellerhöhe este o arie protejată (arie specială de conservare — SAC, sit de importanță comunitară — SCI) din Austria întinsă pe o suprafață de 28,93 ha, integral pe uscat.

## Localizare
Centrul sitului Unter Stellerhöhe este situat la coordonatele 47°24′14″N 10°01′53″E / 47.4038°N 10.0315°E.

## Înființare
Situl Unter Stellerhöhe a fost declarat sit de importanță comunitară în decembrie 2015 pentru a proteja 2 specii de plante. Situl a fost protejat și ca arie specială de conservare în mai 2022.

## Biodiversitate
Situată în ecoregiunea alpină, aria protejată conține 1 habitat natural: Păduri pe pante, grohotișuri și ravene de Tilio-Acerion.
La baza desemnării sitului se află mai multe specii protejate de  plante (2): Buxbaumia viridis, mușchi (Dicranum viride).